# Fulltime Killer
Fulltime Killer (Originaltitel: chinesisch 全職殺手 / 全职杀手, Pinyin Quánzhí Shāshǒu, Jyutping Cyun4zik1 Saat3sau2, kantonesisch Chuen Jik Sat Sau) ist ein Hongkong-Actionfilm von Johnnie To und Wai Ka-Fai aus dem Jahre 2001.

## Handlung
Asiens unangefochtene Nummer eins der Profikiller, der japanische „Fulltime Killer“, auch bekannt unter dem Namen „O“, arbeitet präzise, stoisch und diskret. Er plant jeden tödlichen Anschlag äußerst akribisch und reduziert so jedes unnötiges Risiko, was auch seine zahlungskräftigen Auftraggeber sehr schätzen. Der erfahrene Japaner lebt daher weitestgehend zurückgezogen, einsam und versteckt. Aufgrund seiner Schüchternheit pflegt er nur oberflächliche Kontakte mit seiner Außenwelt, wie mit seiner Haushälterin Chin, einer attraktiven Taiwanerin, die seine zur Tarnung angemietete Wohnung säubert, und seinem skurrilen Mittelsmann, einem ehemaligen chinesischen Sportschützen. O ist in Chin verliebt, hält aufgrund seiner Introvertiertheit aber Distanz.
Eines Tages versucht die momentane Nummer zwei, der Chinese Lok Tok-Wah, mit spektakulären und aufsehenerregenden Aktionen den alteingesessenen O herauszufordern. Im Vergleich zu seinem Kontrahenten inszeniert Tok die Morde in aller Öffentlichkeit entsprechend brutalen Actionfilmen, die er sehr liebt, und lässt dabei sogar sein blutiges Treiben bereitwillig filmen. Über Os geheimnisvollen Mittelsmann, der sich im weiteren Verlauf der Handlung als Toks älterer Bruder herausstellt, gerät er so an dessen Haushälterin Chin, in die er sich auch verliebt. Er offenbart ihr sogar, dass er ein Auftragsmörder sei. Des Weiteren versucht der Newcomer O direkt herauszufordern, indem er sich in dessen Aufträge einmischt und ihn so am Verrichten der Auftragsmorde behindert.
Interpol-Agent Lee folgt seit mehreren Monaten Os blutigen Spuren an den diversen Schauplätzen des Kontinents. Doch er tappt zunächst im Dunkeln. Als O ihm jedoch ein Foto seines arroganten Widersachers Tok zukommen lässt, den er zeitlich versetzt ebenfalls ausfindig machen kann, identifiziert Lee ihn als chinesischen Olympiateilnehmer Lok Tok-Wah, einen schwer erkrankten Sportschützen. Dennoch lässt er auch Os Spuren nicht außer Acht und verfolgt ihn ebenfalls. Beide Profikiller können sich dennoch erfolgreich einer möglichen Verhaftung entziehen.
Als O merkt, wer sein vermeintlich loyaler Mittelsmann wirklich ist, der ihn regelmäßig denunziert, plant er sich aus dem Geschäft zurückzuziehen. Zu diesem Zweck will er mit seiner angebeteten Chin fliehen, die jedoch nicht so ahnungslos zu sein scheint wie er vermutet. Sie weiß von seiner dunklen Vergangenheit. Daher stellt er sie vor dem gemeinsamen Fluchtversuch vor die Wahl: Entweder ihr bisheriges Leben hinter sich zu lassen und mit ihm fliehen oder ihr eher trostloses Leben weiterzuführen. Sie entscheidet sich O zu folgen; eine gefährliche Situation für beide, da der Wohnkomplex mittlerweile von bewaffneten Polizeieinheiten umstellt wurde. Dennoch gelingt es dem Paar in einem unübersichtlichen Schusswechsel, unter Mithilfe des plötzlich erscheinenden Tok, die heikle Gegebenheit zu überstehen und sich dem Zugriff der Staatsgewalt zu entziehen. Interpol-Ermittler Lee kann seinen gut geplanten Fehlschlag, der etliche seiner Untergebenen das Leben kostet, nicht überwinden und quittiert daraufhin den Dienst. Sein sozialer Abstieg scheint damit besiegelt, lediglich die Geschichte vom Zweikampf der beiden Profikiller und deren Ausgang hält ihn noch am Leben.
Am Ende des Films besucht Chin den sichtlich verwahrlosten Lee, der die Geschichte derweil zu Papier brachte und ein offenes Buch ohne Ende schrieb. Sie verhilft ihm ein fiktives Ende zu finden und gibt den Tod Os vor. In einer der letzten Szenen des Films fährt sie mit O in einem Fahrzeug glücklich davon. Ob es nun einen finalen und tödlichen Zweikampf zwischen den beiden Killern gegeben hat, bleibt der Film schuldig.

## Kritiken
„Postmoderne Genregeschichte mit zahlreichen Verweisen auf die Filmgeschichte, die ein Fenster zum panasiatischen Gedankenraum aufstößt und zugleich selbstreflektierend die Grenzen des Genres auslotet. Für Fans ein sowohl visueller als auch intellektueller Genuss.“

## Auszeichnungen
21. Hong Kong Film Awards
- 2002: Nominierung in der Kategorie Bester Schnitt für David M. Richardson